# Ricardo Tejeda
Ricardo Tejeda es un guionista de telenovelas mexicanas. Ha trabajado en Televisa desde 1986. Es escritor de cabecera del productor Ignacio Sada desde 2015.

## Obras

### Adaptaciones
- Tercera parte de Diseñando tu amor (2021) con Oscar Ortiz de Pinedo y Claudia Vázquez, original de António Barreira
- Mi corazón es tuyo (2014/15) con Marcia del Río y Alejandro Pohlenz, original de Ana Obregón[1]
- Porque el amor manda (2012/13) con Marcia del Río y Alejandro Pohlenz

### Coadaptaciones
- El precio de amarte (2024) con Fermín Zúñiga, Verónica Suárez y María de la Paz Aguirre, escrita por Gabriela Ortigoza
- La madrastra (2022) con Rosa Salazar Arenas, Fermín Zúñiga y Anthony Martínez, escrita por Gabriela Ortigoza[2]
- Sin tu mirada (2017/18) con Gerardo S. Luna y Félix Cortés-Schöler, escrita por Gabriela Ortigoza[3]
- Mi adorable maldición (2016/17) con Félix Cortés-Schöler y Gerardo Sánchez Luna, escrita por Gabriela Ortigoza[4]
- Segunda parte de Simplemente María (2015/16) con Alejandro Orive, escrita por Gabriela Ortigoza y Nora Alemán[5]
- Tormenta en el paraíso (2007) con Claudia Velazco y María Antonieta Gutiérrez, escrita por Marcia del Río

### Edición literaria
- Primera parte de Simplemente María (2015/16) escrita por Gabriela Ortigoza y Nora Alemán
- Primera parte de Lo imperdonable (2015) escrita por Ximena Suárez
- Por siempre mi amor (2013/14)[6] escrita por Nora Alemán, Denisse Pfeiffer y Gabriela Ortigoza
- Una familia con suerte (2011/12) escrita por Marcia del Río, Alejandro Pohlenz, María Antonieta Calú Gutiérrez y Nora Alemán
- Mi pecado (2009) escrita por María del Carmen Peña, José Cuauhtémoc Blanco y Víctor Manuel Medina
- Bajo las riendas del amor (2007) escrita por Katia Ramírez Estrada y Enna Márquez
- Duelo de pasiones (2006) escrita por Marcia del Río
- Sueños y caramelos (2005) escrita por Lourdes Barrios, Dolores Ortega y Denisse Pfeiffer
- Bajo la misma piel (2003/04) escrita por Martha Carrillo y Cristina García
- Velo de novia (2003/04) escrita por Marcia del Río y María Antonieta Gutiérrez
- Salomé (2001/02) escrita por Marcia del Río
- Segunda parte de Carita de ángel (2000/01) escrita por Kary Fajer y Alberto Gómez
- La casa en la playa (2000) escrita por Fernanda Villeli
- Nunca te olvidaré (1999) escrita por Marcia del Río y Alberto Gómez
- Camila (1998/99) escrita por Gabriela Ortigoza
- Vivo por Elena (1998) escrita por Marcia del Río
- El alma no tiene color (1997) escrita por Alberto Gómez
- Para toda la vida (1996) escrita por Jesús Calzada
- María José (1995) escrita por Gabriela Ortigoza